# Военный лагерь Рок Хаус
Военный лагерь Рок Хаус — военная база в Модера, на севере Коломбо, в Западной провинции Шри-Ланки. Является штаб-квартирой Бронетанкового корпуса армии Шри-Ланки. Построенный и эксплуатируемый Британской армией со времён Второй мировой войны, он был передан вновь образованной армии Цейлона, после получения Цейлоном независимости в 1948 году. В 1957 году в лагере базировался 1-й разведывательный эскадрон и в 1958 году на его основе был создан полноценный разведывательный полк. 1-й разведывательный полк стал первым подразделением Цейлонского танкового корпуса. В лагере находятся бронетанковые части обеспечивающие оборону столицы Шри-Ланки.